# Крста Мршуља
Крста Пчеларевић Мршуља био је српски пчелар и писац стручних уџбеника о пчеларству.
Постоји мало података о њему. Часопис Недеља који је објавио његову фотографију га наводи као уредника Српске пчеле, и каже за њега да је "даровит и вредан реформатор пчеларства, који је стекао гласа и као радник на стручној књижевности". Постојао је, или и даље постоји, снимак његовог пчеларника снимљен на траци од 16 мм, број 16 на списку, који је снимио Драгиша Стојадиновић.

## Дела[2]
- О пчеларству Светозара Љ. Гавриловића (1902)
- Практично пчеларство (1930, Штампарија Свети Сава, репринт 2002, Алтера)[3][4]
- Вођа практичног пчелара: ручна књига за почетнике и пчеларе (1930,  издање Геца Кон)
- Кошница задругарка - начин руковања са њоме и како је сваки пчелар може саградити (1936)